# Jeux de la Francophonie
Les Jeux de la Francophonie sont une compétition multisports et un ensemble de concours culturels, en épreuves individuelles ou par équipes, organisés par le Comité international des Jeux de la Francophonie et le Comité national des Jeux de la Francophonie sous l'égide de l'Organisation internationale de la francophonie.

## Objectifs
L'acte constitutif des Jeux de la Francophonie définit ses objectifs comme étant :
- Contribuer à la promotion de la paix et le développement à travers les rencontres et les échanges entre jeunes francophones ;
- Permettre le rapprochement des pays de la Francophonie et constituer un facteur de dynamisation de sa jeunesse, en contribuant à la solidarité internationale dans le respect de l’égalité entre les genres ;
- Faire connaître l’originalité des cultures francophones dans toute leur diversité et développer les échanges artistiques entre les États et gouvernements francophones ;
- Favoriser l’émergence de jeunes talents artistiques francophones sur la scène artistique internationale ;
- Contribuer à la préparation de la relève sportive francophone en vue de sa participation à d’autres grands événements sportifs ;
- Contribuer à la promotion de la langue française.

## Histoire
Lors du deuxième Sommet de la Francophonie qui s'est tenu à Québec en 1987, il a été décidé de créer les Jeux de la Francophonie.
La mission de la mise en place de ces Jeux a été confié à la Conférence des Ministres de la Jeunesse et des Sports des pays d’expression française (CONFEJES).
La première édition s'est déroulée en 1989 dans deux villes marocaines : Casablanca et Rabat.

## Principe
Les Jeux de la Francophonie sont organisés tous les quatre ans, ils mettent aux prises les représentants des pays membres de la Francophonie.

## Éditions
| Jeux | Année | Ville(s) hôte(s)  | Pays                             | Continent    | Dates                         | Nations |
| ---- | ----- | ----------------- | -------------------------------- | ------------ | ----------------------------- | ------- |
| I    | 1989  | Casablanca, Rabat | Maroc                            | Afrique (1)  | 8 - 22 juillet 1989           | 37      |
| II   | 1994  | Paris, Bondoufle  | France                           | Europe (1)   | 5 - 13 juillet 1994           | 42      |
| III  | 1997  | Antananarivo      | Madagascar                       | Afrique (2)  | 27 août - 6 septembre 1997    | 40      |
| IV   | 2001  | Ottawa, Gatineau  | Canada                           | Amérique (1) | 14 - 24 juillet 2001          | 48      |
| V    | 2005  | Niamey            | Niger                            | Afrique (3)  | 7 - 17 décembre 2005          | 44      |
| VI   | 2009  | Beyrouth          | Liban                            | Asie (1)     | 27 septembre - 6 octobre 2009 | 49      |
| VII  | 2013  | Nice              | France (2)                       | Europe (2)   | 6 - 15 septembre 2013         | 56      |
| VIII | 2017  | Abidjan           | Côte d'Ivoire                    | Afrique (4)  | 21 - 30 juillet 2017          | 43      |
| IX   | 2023  | Kinshasa          | République démocratique du Congo | Afrique (5)  | 28 juillet - 6 août 2023      | 54      |
| X    | 2027  | Erevan            | Arménie                          | Asie (2)     | 23 juillet - 1er août 2027    |         |

## Programme officiel

### Compétitions sportives inscrites au programme des Jeux depuis leur création
- Athlétisme depuis 1989
- Athlétisme handisport depuis 1994
- Basket-ball (résultats détaillés) depuis 1989
- Beach volley depuis 2001
- Boxe (résultats détaillés) depuis 1997
- Cyclisme depuis 2013
- Football (résultats détaillés) depuis 1989
- Handball uniquement en 1994
- Judo depuis 1989
- Lutte depuis 1994
- Lutte sénégalaise depuis 2013
- Tennis uniquement en 1997
- Tennis de table (résultats détaillés) depuis 1994.

### Concours culturels inscrits au programme des Jeux depuis leur création
- Arts de la rue : hip-hop (danse), marionnettes géantes et jonglerie avec ballon (freestyle ball) - h/f 18-35 ans - depuis 2013
- Arts visuels : peinture et sculpture/installation -  h/f 18-35 ans - depuis 1989
- Chanson - h/f 18-35 ans - depuis 1997
- Contes et conteurs - h/f 18-35 ans - depuis 1994
- Danse de création - h/f 18-35 ans - depuis 1989
- Littérature (nouvelle) - h/f 18-35 ans - depuis 1997
- Photographie - h/f 18-35 ans - depuis 1997.

### Activités de développement inscrites au programme des Jeux depuis leur création
- Création pour le développement durable - h/f 18-35 ans - depuis 2013
- Création numérique - h/f 18-35 ans - depuis 2013.

### Cérémonies et gala
- Cérémonie d’ouverture
- Cérémonie de clôture et Gala des lauréats.

## États ou gouvernements membres de la Francophonie
- Albanie
- Andorre
- Arménie
- Belgique (n'a jamais participé)
  -  Fédération Wallonie-Bruxelles
- Bénin
- Bulgarie
- Burkina Faso
- Burundi
- Cambodge
- Cameroun
- Canada
  -  Nouveau-Brunswick
  -  Québec
- Cap-Vert
- République centrafricaine
- Comores
- République du Congo
- République démocratique du Congo
- Côte d'Ivoire
- Djibouti
- Dominique
- Égypte
- France
- Gabon
- Grèce
- Guinée
- Guinée équatoriale
- Guinée-Bissau
- Haïti
- Laos
- Liban
- Luxembourg
- Macédoine du Nord
- Madagascar
- Mali
- Maroc
- Maurice
- Mauritanie
- Moldavie
- Monaco
- Niger
- Roumanie
- Rwanda
- Sainte-Lucie
- Sao Tomé-et-Principe
- Sénégal
- Seychelles
- Suisse
- Tchad
- Togo
- Tunisie
- Vanuatu
- Viêt Nam

## États ou gouvernements membres associés de la Francophonie
| - Chypre - Émirats arabes unis - Ghana - Kosovo - Nouvelle-Calédonie - Qatar - Serbie |

## Observateurs de la Francophonie
- Argentine
- Autriche
- Bosnie-Herzégovine
- Corée du Sud
- Costa Rica
- Croatie
- Estonie
- Gambie
- Géorgie
- Hongrie
- Irlande
- Lettonie
- Lituanie
- Louisiane
- Malte
- Mexique
- Monténégro
- Mozambique
- Ontario
- Pologne
- République dominicaine
- République tchèque
- Slovaquie
- Slovénie
- Thaïlande
- Ukraine
- Uruguay

## Palmarès
| Rang | Nation                        | Or  | Argent | Bronze | Total |
| ---- | ----------------------------- | --- | ------ | ------ | ----- |
| 1    | France                        | 177 | 140    | 116    | 433   |
| 2    | Canada                        | 73  | 77     | 108    | 258   |
| 3    | Roumanie                      | 57  | 34     | 32     | 123   |
| 4    | Maroc                         | 55  | 83     | 74     | 232   |
| 5    | Québec                        | 19  | 25     | 50     | 94    |
| 6    | Sénégal                       | 19  | 23     | 33     | 75    |
| 7    | Égypte                        | 18  | 15     | 22     | 55    |
| 8    | Fédération Wallonie-Bruxelles | 16  | 15     | 31     | 62    |
| 9    | Tunisie                       | 15  | 28     | 32     | 75    |
| 10   | Cameroun                      | 9   | 17     | 34     | 60    |